# فهرست شهرستان‌های استان اصفهان

نقشه آخرین تغییرات تقسیمات اداری سیاسی اصفهان

فهرست تقسیمات اداری استان اصفهان دارای ۲۹ شهرستان، ۵۷ بخش است. 
- فهرست بخش های استان اصفهان سرشماری مرکز آمار ایران در سال ۱۳۹۵[۱]

## آخرین تغییرات
- شهرستان میمه و وزوان در تاریخ ۲۷ تیر ۱۴۰۳ از شهرستان شاهین‌شهر جدا شد و مستقل گردید.
- چهار فرمانداری جرقویه، ورزنه، هرند و کوهپایه در سال  ۱۴۰۰ از شهرستان اصفهان جدا گردید.[۲]

## فهرست شهرستان‌ ها
فهرست شهرستان های استان اصفهان به ترتیب جمعیت براساس سرشماری مرکز آمار ایران در سال ۱۳۹۵

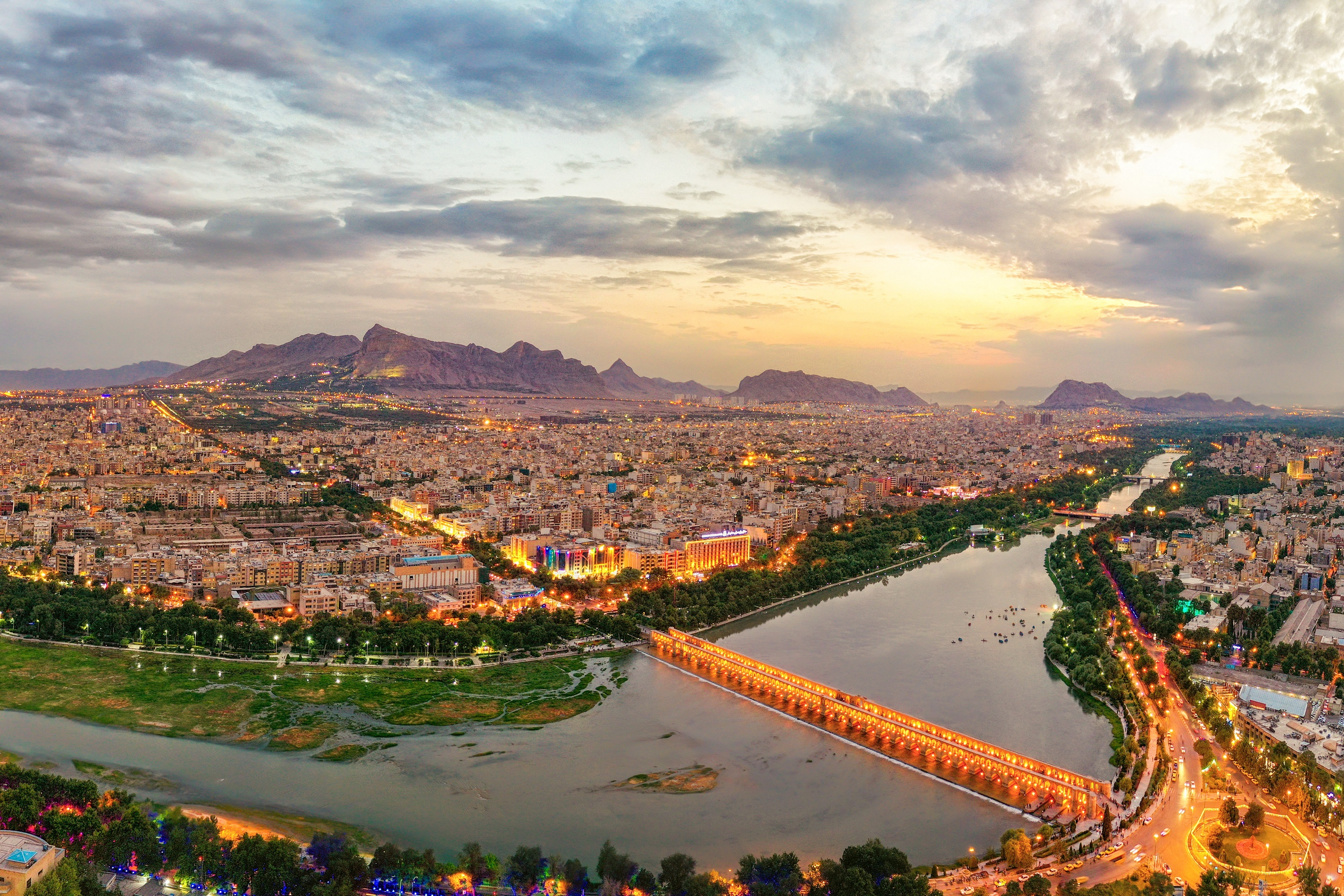
نمایی از سی‌وسه‌پل اصفهان

| ردیف | شهرستان       | مرکز          | تاریخ تاسیس | جمعیت ۱۳۹۵    |
| ---- | ------------- | ------------- | ----------- | ------------- |
| ۱    | اصفهان        | اصفهان        | ۱۳۱۶        | ۲,۱۳۰,۹۹۱ نفر |
| ۲    | کاشان         | کاشان         | ۱۳۱۶        | ۳۶۴,۴۸۲ نفر   |
| ۳    | خمینی‌شهر      | خمینی‌شهر      | ۱۳۵۹        | ۳۴۲,۷۲۷ نفر   |
| ۴    | نجف‌آباد       | نجف‌آباد       | ۱۳۳۷        | ۳۱۹,۲۰۵ نفر   |
| ۵    | لنجان         | زرین‌شهر       | ۱۳۵۲        | ۲۶۲,۹۱۲ نفر   |
| ۶    | فلاورجان      | فلاورجان      | ۱۳۵۹        | ۲۴۹,۸۱۴ نفر   |
| ۷    | شاهین‌شهر      | شاهین‌شهر      | ۱۳۶۸        | ۲۲۱،۶۰۶ نفر   |
| ۸    | شهرضا         | شهرضا         | ۱۳۰۲        | ۱۵۹,۷۹۷ نفر   |
| ۹    | مبارکه        | مبارکه        | ۱۳۳۱        | ۱۵۰,۴۱۱ نفر   |
| ۱۰   | برخوار        | دولت‌آباد      | ۱۳۸۵        | ۱۲۲,۴۱۹ نفر   |
| ۱۱   | آران و بیدگل  | آران و بیدگل  | ۱۳۷۵        | ۱۰۳,۵۱۷ نفر   |
| ۱۲   | سمیرم         | سمیرم         | ۱۳۴۲        | ۹۴,۱۲۵ نفر    |
| ۱۳   | گلپایگان      | گلپایگان      | ۱۳۱۶        | ۹۰,۷۸۶ نفر    |
| ۱۴   | تیران و کرون  | تیران         | ۱۳۷۶        | ۷۱,۵۷۵ نفر    |
| ۱۵   | فریدن         | داران         | ۱۳۱۶        | ۴۹,۸۹۰ نفر    |
| ۱۶   | نطنز          | نطنز          | ۱۳۳۶        | ۴۳,۹۷۷ نفر    |
| ۱۷   | اردستان       | اردستان       | ۱۳۲۷        | ۴۲,۱۰۵ نفر    |
| ۱۸   | نائین         | نائین         | ۱۲۲۷        | ۳۹,۲۶۱ نفر    |
| ۱۹   | جرقویه        | نیک‌آباد       | ۱۴۰۰        | ۳۷,۶۰۷ نفر    |
| ۲۰   | فریدون‌شهر     | فریدون‌شهر     | ۱۳۵۸        | ۳۵,۶۵۴ نفر    |
| ۲۱   | دهاقان        | دهاقان        | ۱۳۸۲        | ۳۴,۵۱۱ نفر    |
| ۲۲   | خوانسار       | خوانسار       | ۱۳۵۸        | ۳۳,۰۴۹ نفر    |
| ۲۳   | چادگان        | چادگان        | ۱۳۸۱        | ۳۲,۴۷۹ نفر    |
| ۲۴   | ورزنه         | ورزنه         | ۱۴۰۰        | ۲۹,۷۱۸ نفر    |
| ۲۵   | بوئین میاندشت | بوئین میاندشت | ۱۳۹۲        | ۲۴,۱۶۳ نفر    |
| ۲۶   | کوهپایه       | کوهپایه       | ۱۴۰۰        | ۲۳,۶۷۶ نفر    |
| ۲۷   | میمه و وزوان  | میمه          | ۱۴۰۳        | ۲۳،۰۵۷ نفر    |
| ۲۸   | هرند          | هرند          | ۱۴۰۰        | ۲۱,۲۵۷ نفر    |
| ۲۹   | خور و بیابانک | خور           | ۱۳۸۲        | ۱۹,۷۶۱ نفر    |

## فهرست بخش ها
لیست ۲۸ بخش مرکزی شهرستان های استان اصفهان و تنها شهرستان ایران و استان اصفهان که بخش مرکزی ندارد شهرستان کوهپایه است .
| ردیف | بخش       | شهرستان       | کد | جمعیت سال ۱۳۹۵ |
| ---- | --------- | ------------- | -- | -------------- |
| ۱    | بخش مرکزی | اصفهان        |    | ۲,۱۳۰,۹۷۹      |
| ۲    | بخش مرکزی | کاشان         |    | ۳۲۴,۵۰۱        |
| ۳    | بخش مرکزی | خمینی‌شهر      |    | ۳۱۹,۷۲۷        |
| ۴    | بخش مرکزی | نجف‌آباد       |    | ۲۹۳,۲۷۵        |
| ۵    | بخش مرکزی | لنجان         |    | ۲۶۲,۹۱۲        |
| ۶    | بخش مرکزی | شاهین‌شهر      |    | ۲۱۱,۶۰۶        |
| ۷    | بخش مرکزی | شهرضا         |    | ۱۵۹,۷۹۷        |
| ۸    | بخش مرکزی | فلاورجان      |    | ۱۴۹,۱۲۷        |
| ۹    | بخش مرکزی | مبارکه        |    | ۱۲۰,۷۳۲        |
| ۱۰   | بخش مرکزی | برخوار        |    | ۹۷,۶۷۸         |
| ۱۱   | بخش مرکزی | گلپایگان      |    | ۹۰,۷۸۶         |
| ۱۲   | بخش مرکزی | آران و بیدگل  |    | ۸۹,۲۲۸         |
| ۱۳   | بخش مرکزی | نطنز          |    | ۴۳,۹۷۰         |
| ۱۴   | بخش مرکزی | تیران و کرون  |    | ۳۸,۸۸۹         |
| ۱۵   | بخش مرکزی | فریدن         |    | ۳۸,۵۳۸         |
| ۱۶   | بخش مرکزی | سمیرم         |    | ۳۷,۲۷۴         |
| ۱۷   | بخش مرکزی | فریدون‌شهر     |    | ۳۵,۶۵۴         |
| ۱۸   | بخش مرکزی | نائین         |    | ۳۵,۴۴۰         |
| ۱۹   | بخش مرکزی | دهاقان        |    | ۳۴,۵۱۱         |
| ۲۰   | بخش مرکزی | خوانسار       |    | ۳۳,۰۴۹         |
| ۲۱   | بخش مرکزی | چادگان        |    | ۲۷,۰۰۰         |
| ۲۲   | بخش مرکزی | جرقویه        |    | ۲۲,۸۹۱         |
| ۲۳   | بخش مرکزی | بوئین میاندشت |    | ۲۰,۰۰۰         |
| ۲۴   | بخش مرکزی | خور و بیابانک |    | ۱۹,۷۶۱         |
| ۲۵   | بخش مرکزی | میمه و وزوان  |    | ۱۸,۲۰۸         |
| ۲۶   | بخش مرکزی | ورزنه         |    | ۱۸,۰۲۸         |
| ۲۷   | بخش مرکزی | هرند          |    | ۱۶,۲۰۳         |
| ۲۸   | بخش مرکزی | اردستان       |    | ۱۵,۲۴۰         |

فهرست بخش های تابعه شهرستان ها
لیست ۲۹ بخش تابعه شهرستان های استان اصفهان
| ردیف | بخش             | شهرستان       | کد | جمعیت سال ۱۳۹۵ |
| ---- | --------------- | ------------- | -- | -------------- |
| ۱    | بخش فولادشهر    | لنجان         |    | ۹۲,۳۱۰         |
| ۲    | بخش پیربکران    | فلاورجان      |    | ۵۲,۵۷۴         |
| ۳    | بخش قهدریجان    | فلاورجان      |    | ۴۸,۱۱۳         |
| ۴    | بخش باغ بهادران | لنجان         |    | ۴۶,۶۶۲         |
| ۵    | بخش کرون        | تیران و کرون  |    | ۳۲,۶۸۴         |
| ۶    | بخش گرکن جنوبی  | مبارکه        |    | ۲۹,۷۰۹         |
| ۷    | بخش مهردشت      | نجف‌آباد       |    | ۲۵,۹۲۸         |
| ۸    | بخش حبیب‌آباد    | برخوار        |    | ۲۴,۷۴۱         |
| ۹    | بخش امامزاده    | نطنز          |    | ۲۳,۷۴۵         |
| ۱۰   | بخش تودشک       | کوهپایه       |    | ۱۵,۴۹۷         |
| ۱۱   | بخش برزک        | کاشان         |    | ۱۴,۹۱۰         |
| ۱۲   | بخش جرقویه علیا | جرقویه        |    | ۱۴,۷۱۶         |
| ۱۳   | بخش کویرات      | آران و بیدگل  |    | ۱۴,۲۸۹         |
| ۱۴   | بخش مهاباد      | اردستان       |    | ۱۴,۱۸۷         |
| ۱۵   | بخش پادنا       | سمیرم         |    | ۱۳,۶۹۶         |
| ۱۶   | بخش قمصر        | کاشان         |    | ۱۳,۲۴۷         |
| ۱۷   | بخش پادنا علیا  | سمیرم         |    | ۱۲,۸۵۵         |
| ۱۸   | بخش زواره       | اردستان       |    | ۱۲,۶۷۸         |
| ۱۹   | بخش نیاسر       | کاشان         |    | ۱۱,۸۲۱         |
| ۲۰   | بخش زنده‌رود     | فریدن         |    | ۱۱,۲۷۰         |
| ۲۱   | بخش وردشت       | سمیرم         |    | ۹,۹۴۱          |
| ۲۲   | بخش رودشت       | ورزنه         |    | ۹,۰۷۴          |
| ۲۳   | بخش سیستان      | کوهپایه       |    | ۸,۱۷۹          |
| ۲۴   | بخش اژیه        | هرند          |    | ۷,۶۷۰          |
| ۲۵   | بخش موگوئی      | فریدون‌شهر     |    | ۵,۸۹۱          |
| ۲۶   | بخش چنارود      | چادگان        |    | ۵,۴۷۹          |
| ۲۷   | بخش لایبید      | میمه و وزوان  |    | ۴,۸۴۹          |
| ۲۸   | بخش کرچمبو      | بوئین میاندشت |    | ۴,۱۶۳          |
| ۲۹   | بخش انارک       | نائین         |    | ۳,۸۲۰          |